# Nedlitz (Fläming)
Nedlitz is een plaats en voormalige gemeente in de Duitse deelstaat Saksen-Anhalt, en maakt deel uit van de Landkreis Anhalt-Bitterfeld.
Nedlitz telt 670 inwoners.